# Canoa polo ai Giochi mondiali
| Canoa polo ai Giochi mondiali | Canoa polo ai Giochi mondiali |
| Specialità                    | Specialità                    |
| ----------------------------- | ----------------------------- |
| Canoa polo                    |                               |
| Edizione                      | Titoli                        |
| 2005                          | 2                             |
| 2009                          | 2                             |
| 2013                          | 2                             |

La canoa polo è stata introdotta ai Giochi mondiali a partire da Duisburg 2005 ed è stata riconfermata come sport ufficiale per le edizioni successive.

## Titoli
Uomini
| Edizione       | Oro         | Argento     | Bronzo      |
| -------------- | ----------- | ----------- | ----------- |
| Duisburg 2005  | Paesi Bassi | Germania    | Regno Unito |
| Kaohsiung 2009 | Francia     | Paesi Bassi | Australia   |
| Cali 2013      | Germania    | Francia     | Italia      |
| Wrocław 2017   | Germania    | Italia      | Spagna      |

Donne
| Edizione       | Oro         | Argento     | Bronzo   |
| -------------- | ----------- | ----------- | -------- |
| Duisburg 2005  | Germania    | Regno Unito | Giappone |
| Kaohsiung 2009 | Regno Unito | Germania    | Francia  |
| Cali 2013      | Germania    | Regno Unito | Francia  |
| Wrocław 2017   | Germania    | Francia     | Italia   |